# Fábrica de Fertilizantes Nitrogenados
A Fábrica de Fertilizantes Nitrogenados (Fafen) (anteriormente Fertilizantes Nitrogenados do Nordeste S.A. ou Nitrofértil) é uma unidade de operações da Petrobras, responsável pela fabricação de amônia e fertilizantes nitrogenados a partir de gás natural. Encontra-se localizada nos estados do Paraná, Bahia e Sergipe.

## História

### Reativação da Fafen-PR
Em abril de 2024, a Diretoria Executiva da Petrobras publicou um comunicado de intenção de iniciar a retomada das atividades da Fábrica de Fertilizantes Nitrogenados do Paraná (Fafen-PR), localizada em Araucária e que foi fechada em 2020.
Em agosto do mesmo ano, foi realizada uma cerimônia com a presença da presidente da Petrobras, Magda Chambriard, e o presidente da República, Luiz Inácio Lula da Silva, para marcar o início da reabertura da fábrica.